# Manuela Pfrunder

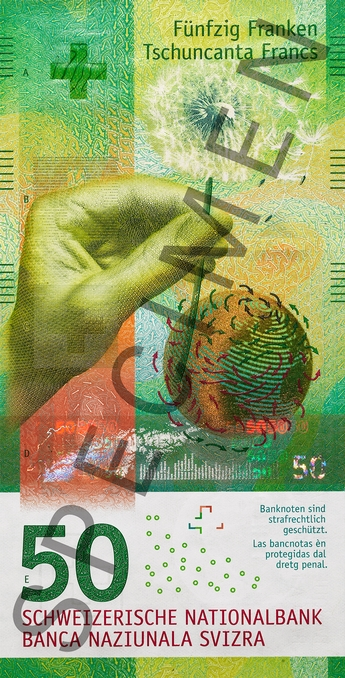
Pierwszy banknot z nowej serii zaprojektowanej przez Manuelę Pfrunder; w obiegu od kwietnia 2016

Manuela Pfrunder (ur. 25 marca 1979 w Lucernie) – szwajcarska graficzka. Została wybrana przez Szwajcarski Bank Narodowy jako projektantka dziewiątej serii banknotów szwajcarskiego franka.
Studiowała grafikę w Lucernie, pracowała jako projektant w Nowym Jorku, Bernie i Bath. Jej projekt Die Fortsetzung der Schöpfung otrzymał Swiss Design Award w 2001.
W 2005 roku wzięła udział w konkursie na projekt banknotów zorganizowanym przez Szwajcarski Bank Narodowy. Jej projekt, skupiający się na Szwajcarii jako atrakcji turystycznej, zajął drugie miejsce. W lutym 2007 Bank Narodowy zlecił jej zaprojektowanie nowej serii banknotów. Ta seria, w znacznie zmienionej formie w porównaniu do projektu z konkursu, jest stopniowo wprowadzana do obiegu od kwietnia 2016 do 2019.

## Publikacje
- Manuela Pfrunder: Neotopia. Atlas zur gerechten Verteilung der Welt. Limmat-Verlag, Zürich 2002, ISBN 3-85791-405-X. Drugie wydanie w 2003.